# A-Train (기술)
A-Train은 일본의 히타치 제작소에서 알루미늄 합금 더블스킨 구조를 사용한 철도차량의 제작 및 설계기술을 가리킨다. A의 의미는 Advanced・Amenity・Ability・Aluminum의 네 가지 의미를 가지고 있다.

## 특징

### 알루미늄 더블스킨 구조와 FSW 용접 기술
알루미늄을 사용해 차체의 외판, 기둥, 골조를 일체 형태로 압출해 이것들을 용접하여 하나의 차체로 만드는 알루미늄 더블스킨 구조에 더하여 마찰교반용접(摩擦攪拌接合, 영어로 Friction Stir Welding) 기술을 적용하고 있다. 이는 기존 용접보다 낮은 온도에서 실시되기 때문에 차체의 손상을 최대한 줄임과 동시에 용접 비용의 절감 등을 달성할 수 있다.

### 모듈화 설계
차체 조립뿐만 아니라 전체적인 차체 구조와 내장에 모듈화 설계를 적용하고 있다. 구체의 설계시 정해져 있는 형태의 내장재 삽입부(가이드라인)를 함께 지정한 뒤 그것에 맞추어 내장을 조립함으로써 내장 조립시 소요되는 부품의 수를 최소화 하고 있으며, 내장재의 제작에서 별도의 설계 과정이 없이 모듈화된 설계를 적용하여 별도 공장에서 구체의 제작과 병행하기 때문에 공정 기간도 상당 부분 단축하고 있다. 더욱이 차량의 용도(단거리 통근, 장거리 특급)에 맞는 화장실, 운전기기, 하부 기기의 배치도 모듈 형태로 설계하기 때문에 전체적인 설계 비용, 제작 비용의 감소 등을 달성할 수 있다.

## A-Train의 채용
A-Train의 채용은 1999년 규슈 여객철도의 815계 전동차에 최초로 채용된 이래 일본의 여러 전동차에 채용되고 있다. 그 목록은 다음과 같다.
- 규슈 여객철도
  - 817계(근교형 전동차)
  - 885계("시로이 카모메/소닉" 특급형 전동차)
- 도부 철도
  - 50000계·50050계·50070계·50090계(통근형 전동차)
- 도요 고속 철도
  - 2000계
- 도쿄 지하철
  - 05계
  - 10000계
  - 15000계
- 홋카이도 여객철도
  - 735계
- 서일본 여객철도
  - 683계("선더버드" 특급형 전동차)
- 세이부 철도
  - 20000계(통근형 전동차)
  - 30000계("스마일 트레인" 통근형 전동차)
- 수도권 신도시 철도
  - TX-1000계 (조립은 가와사키 중공업)
  - TX-2000계
- 영국 사우스이스턴 철도
  - 영국 철도 395 "올림픽 재벌린 셔틀" 고속특급형 전동차 (225km/h, 고속1 경로 운행)
- 타이완 철도국
  - TEM1000 "타로코" 특급형 전동차
- 한국철도공사
  - 간선 전기 동차 특급형  "누리로"  전동차(150km/h, 수도권 전철 경부선 및 장항선 급행전동열차. 조립은 SLS중공업)
- 한큐 전철
  - 9000계
  - 9300계(조립은 한큐 그룹 자회사 아루나 차량)
- 후쿠오카 시 교통국
  - 3000계